# Ali Benjelloun (réalisateur)
Pour les articles homonymes, voir Ali Benjelloun et Benjelloun.
Ali Benjelloun, né en 1983 à Settat, est un directeur de la photographie marocain, qui a signé l’image de différents projets longs métrages, séries télé, documentaires et autres.

## Parcours
Après avoir obtenu un diplôme en techniques de prises de vue, sur supports argentiques et numériques, Ali Benjelloun démarre dans le cinéma comme assistant caméraman, puis se lance à la direction de photographie et enfin à la réalisation. 
En 2015 il reçoit le prix de la meilleure image au FESPACO pour « c’est eux les chiens », et est nommé pour la meilleure image aux Oscars Africains à Lagos, Nigeria, en 2017 pour « À Mile in my shoes ». 

## Filmographie
- www.ali-benjelloun.com
- 2006 : Shadows Museum, court-métrage(réalisation)[1]
- 2009 :
  - Chapitre dernier, court-métrage de Jihane el-Bahhar (image)[3]
  - Les Oubliés de l'Histoire, long-métrage de Hassan Benjelloun (image)[4]
  - Parcours de réfugiés, documentaire (réalisation, coproduction, scénario et direction de la photo)[5]
- 2011 : Les Vagues du temps, court-métrage[1] (réalisation)[5]